# Aire urbaine de Fourmies
L'aire urbaine de Fourmies est une aire urbaine française centrée sur la commune de Fourmies.

## Caractéristiques
D'après la définition qu'en donne l'INSEE, l'aire urbaine de Fourmies est composée de 2 communes, situées dans le Nord. Ses 16 324 habitants font d'elle la 287e aire urbaine de France en 1999. Aujourd'hui, elle compte 15 579 habitants.
2 communes de l'aire urbaine sont des pôles urbains.
Le tableau suivant détaille la répartition de l'aire urbaine sur le département (les pourcentages s'entendent en proportion du département) :
| Département | Communes | Communes (%) | Superficie (km²) | Superficie (%) | Population (1999) | Population (%) |
| ----------- | -------- | ------------ | ---------------- | -------------- | ----------------- | -------------- |
| Nord        | 2        | 0,3          | 36,84            | 0,6            | 16 324            | 0,7            |

## Communes

L'aire urbaine de Fourmies dans le Nord-Pas-de-Calais

Voici la liste des communes françaises de l'aire urbaine de Fourmies.
| Code INSEE | Commune   | Type        | Département | Superficie (km²) | Population (1999) | Densité (hab./km²) | Population (2013) | Densité (hab./km²) |
| ---------- | --------- | ----------- | ----------- | ---------------- | ----------------- | ------------------ | ----------------- | ------------------ |
| 59249      | Fourmies  | Pôle urbain | Nord        | +0022,98         | +00013 155,       | +00572,            | +00012 581,       | +00547,            |
| 59659      | Wignehies | Pôle urbain | Nord        | +0013,86         | +0 0003 169,      | +00229,            | +0 0002 998,      | +00216,            |
|            | Total     |             |             | +0036,84         | +00016 324,       | +00443,            | +00015 579,       |                    |